# Джоан з Аркадії
Джоан з Аркадії (англ. Joan of Arcadia) — американський телесеріал, який транслювався телеканалом CBS у 2003-2005 рр. В Україні транслюється телеканалом Інтер.

## Сюжет
Яку роль відіграє Бог у житті шістнадцятирічної Джоан Джирарді? Або її батьків, які нещодавно переїхали до Аркадії, де батько Джоан отримав посаду шефа поліції, а її мати Гелен влаштувалась на роботу вчителькою? Або для її старшого брата Кевіна, який так любив грати у футбол, але став інвалідом внаслідок автокатастрофи? Або другого брата Джоан, п'ятнадцятирічного Люка, який мріє брати від життя усе, лише щоб бути щасливим? 
Бог приходить до Джоан у образах різних людей — симпатичного хлопця або леді у шкільній їдальні, Він також стоїть під вікнами її спальні. Він просить Джоан допомогти Йому, відправляючи її на роботу у книжковий магазин. Там, на складі, вона бачить образи Жанни д'Арк, які перевертають їй душу. 
Джоан — обрана, і хоч їй ніхто не вірить, її дії допомагають розкрити вбивство двох школярок, виявити серійного вбивцю і допомогти Кевінові знайти сенс життя. Бог ніколи не відповідає прямо на людські питання, тому що Він — таємниця. Але, урешті-решт, бажання Бога, Джоан і кожного полягає у тому, щоб розкрити свою дійсну природу і виконати своє призначення.

## Персонажі

### Головні персонажі

Головні персонажі серіалу. Зліва-направо: Люк, Кевін, Джоан, Вілл, Гелен

- Джоан Джирарді (акторка Ембер Темблін) — середня дитина у родині. Дівчина-підліток, яка розмовляє з Богом і виконує Його доручення.
- Вілл Джирарді (актор Джо Мантенья) — батько Джоан, Кевіна та Люка. Шеф поліції Аркадії.
- Гелен Джирарді (акторка Мері Стінберген) — мати Джоан, Кевіна та Люка. Працює вчителькою мистецтва у школі Аркадії.
- Кевін Джирарді (актор Джейсон Ріттер) — старша дитина у родині. Його ноги були паралізовані після того, як він потрапив у автокатастрофу. Працює журналістом у місцевій газеті.
- Люк Джирарді (актор Майкл Велч) — молодша дитина у родині. Вчиться у місцевій школі і цікавиться наукою.
- Адам Роу (актор Кріс Маркетт) — єдина дитина у родині Елізабет та Карла Роу. Найкращий друг Джоан, який пізніше стає її хлопцем. Один з студентів Гелен, талановитий художник.
- Грейс Полк (акторка Беккі Волстром) — єдина дитина у родині Сари та Раббі Поланскі. Найкраща подруга Джоан та Адама, дівчина Люка.

### Другорядні персонажі
- Фрідман (актор Аарон Гімельштейн) — найкращий друг Люка.
- Глініс Фіджиола (акторка Маджейна Това) — колишня дівчина Люка.
- Джудіт Монтгомері (акторка Спраг Грейден) — подруга Джоан.
- Детектив Карлайл (актор Марк Тотті) — друг Вілла Джирарді з поліцейського департаменту.
- Міс Лішак (акторка Елейн Гендрікс) — вчителька хімії та фізики.
- Гевін Прайс (актор Патрік Фабіан) — директор вищої школи Аркадії
- Люсі Престон (акторка Енні Поттс) — лейтенант з поліцейського департаменту Аркадії.
- Рой Робак (актор Дерек Морган) — з поліцейського департаменту.
- Райан Гантер (актор Вентворт Міллер) — інтернет-мільйонер, який також має здатність розмовляти з Богом
- Преподобний Кен Меллорі (актор Девід Берк) — друг Гелен, священик у місцевій церкві.
- Ребекка Еск'ю (акторка Сідні Тамійа Пойтьєр) — репортерка місцевої газети та колишня дівчина Кевіна.
- Сестра Ліллі Воттерс (акторка Констанція Ціммер) — консультантка Хелен, дівчина Кевіна.
- Стіві Маркс (акторка Гейлі Дафф)
- Ділан Сем'юелс (акторка Гіларі Дафф)
- Бонні (акторка Алексіс Дзена)